# Blucher n.º 343
Blucher n.º 343 es un municipio rural canadiense situado en la provincia de Saskatchewan.

## Superficie
Blucher n.º 343 tiene una superficie de 789,4 km².

## Demografía
En 2021, tenía 1984 habitantes, una densidad poblacional de 2,5 hab./km², y 795 viviendas.